# Энгельштейн, Лора
Лора Энгельштейн (англ. Laura Engelstein, род. 27 июня 1946 года) — американский историк, специализирующийся на истории России.

## Биография
В 1976 году Лора Энгельштейн защитила докторскую диссертацию в Стэнфордском университете. После этого она начала преподавать в Корнеллском университете. В 1982 году вышла её первая книга «Москва, 1905 год. Организация рабочего класса и политический конфликт».
В 1985 году Лора Энгельштейн стала профессором в Принстонском университете. В 1992 году она выпустила вторую свою книгу «Ключи счастья. Секс и поиски путей обновления России на рубеже XIX—XX веков».
В 2002 году Лора Энгельштейн стала почётным профессором Йельского университета. В 2009 году она издала книгу «Славянофильская империя: нелиберальный путь имперской России». В 2018 — «Россия в огне: война, революция и гражданская война, 1914–1921».
Лора Энгельштейн получила награды от Фонда Гуггенхайма, Международного центра ученых-исследователей имени Вудро Вильсона, Национального гуманитарного центра и Центра ученых и писателей при Нью-Йоркской публичной библиотеке. Она является членом Американской академии искусств и наук и членом-корреспондентом Британской академии.

### На русском языке
- Энгельштейн, Лора. Ключи счастья. Секс и поиски путей обновления России на рубеже XIX—XX веков = The Keys to Happiness: Sex and the Search for Modernity in Fin-de-Siecle Russia / пер. В. Павлов. — М.: Терра, 1996. — 576 с. — 10 000 экз. — ISBN 5-85255-743-9.
- Энгельштейн, Лора. Скопцы и Царство Небесное. Скопческий путь к искуплению = Castration and the Heavenly Kingdom. A Russian Folktale / авториз. пер. с англ. В. Ю. Михайлина, при участии Е. Филипповой и Е. Левинтовой. — М.: Новое литературное обозрение, 2002. — 336 с. — (Historia Rossica). — 3000 экз. — ISBN 5-86793-178-1.